# 친쥔제
친쥔제(중국어 간체자: 秦俊杰, 정체자: 秦俊傑, 병음: Qín Jùnjié, 한자음: 진준걸, 1991년 9월 1일 ~ )는 중국의 배우, 영화배우, 텔레비전 배우이다. 푸젠성 샤먼시에서 태어났으며 중앙희극학원을 졸업했다.

## 방송
- 포말지하
- 용주전기
- 대당영요 2
- 대당영요
- 주선청운지 2
- 수려강산지장가행 - 등봉 역

## 영화
- 청운지 (2016년)
- 풍화일려 (2012년) - 윤남방 역
- 황후화 (2006년) - 원성 왕자 역